# هيئة الطيران المدني الصومالية
هيئة الطيران المدني والأرصاد الجوية الصومالية (SCAMA) هي هيئة وطنية تقوم بسلطة الطيران المدني في الصومال. ويفع مقرها في مطار آدم عدي الدولي في العاصمة مقديشو، وهي تحت إشراف وزارة النقل الجوي والبري. وقد قامت الهيئة جنباً إلى جنب مع اللجنة التوجيهية للطيران المدني الصومالي بمشروع مدته 3 سنوات لإعادة بناء القدرات الوطنية في مجال الطيران.